# 토비 알데르베이럴트
토비아스 알베르티너 마우리츠 알데르베이럴트(네덜란드어: Tobias Albertine Maurits Alderweireld, [ˈtoːbi ˈɑldərˌweːrəlt], 1989년 3월 2일 ~ )는 벨기에의 은퇴한 축구 선수로, 과거 수비수로 활약했으며 FIFA 센추리 클럽에 가입한 8명의 벨기에 국가대표팀 선수 중 한 명이다.

## 클럽 경력

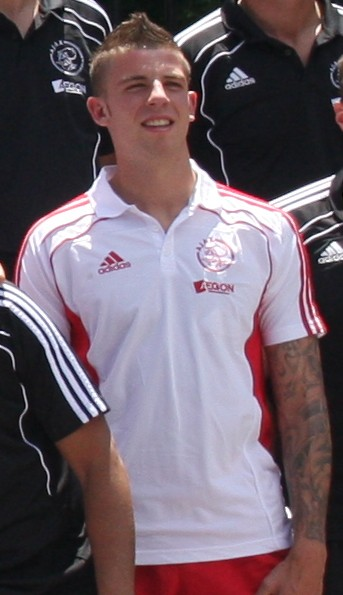
아약스의 알데르베이럴트

### 아약스
안트베르펜 출신으로, 알데르베이럴트는 2004년 8월에 헤르미널 베이르스홋에서 아약스의 유소년 아카데미로 이적하였다. 2007년 2월 22일, 그는 2010년 6월 30일까지 유효한 클럽과의 첫 프로 계약을 체결하였다. 그는 2008-09 시즌에 1군으로 승격되었으나 1월 18일에 4-2로 승리한 NEC전에 겨우 데뷔하였다. 2월 26일, 1-1로 비긴 피오렌티나와의 UEFA컵 경기에서 유럽대항전에 처음으로 출전하였다. 그는 비록 시즌 잔여 기간 동안 몇 차례 더 출전하는데 그쳤으나, 그는 2014년까지 유효한 장기 제계약의 기회를 받았다.
2009-10 시즌 초반에 알데르베이럴트는 팀의 선발 라인업의 입지를 굳혔다. 그는 전 팀 주장인 토마스 퍼르말런이 아스널로 떠난 후 동료 벨기에인인 얀 베르통언 (얀 베르통언은 전 토트넘 홋스퍼 소속이다.) 과 주전 센터백 듀오를 형성하였다. 마르틴 욜 신임 감독은 우수한 성과를 거두자 센터백 듀오를 칭찬하였고, 이들 둘에 계속 기대를 하였다. 9월 4일, 3-0으로 끝난 헤라클레스전에서, 그는 루이스 수아레스의 코너킥을 헤딩으로 연결하면서 아약스 소속으로써의 첫 골을 득점하였다. 1월 27일, 그는 NEC와의 KNVB컵 8강전의 연장전에 막판 동점골을 기록하였고, 경기 종료 5분 전에 터진 심 더 용의 결승골로 아약스가 3-2로 승리하였다. 2009-10 시즌의 종료 후, 알데르베이럴트는 "아약스 올해의 재능"으로 선정되었다. 그는 2011년 11월 3일에 1-2로 패한 오세르와의 G조 조별 리그 경기에서 헤딩골을 성공시키며 아약스의 100번째 UEFA 챔피언스리그 득점자의 주인으로 에레디비시 거함의 역사책에 자신의 이름을 남겼다. 2010-11 시즌에 그는 2-0으로 승리한 밀란과의 UEFA 챔피언스리그 산 시로 원정 경기에서 23미터 골을 성공시켰다. 그는 이후 2-0으로 승리한 페예노르트전에서도 29미터짜리 환상적인 득점에 성공하였다.
2011-12 시즌, 알데르베이럴트는 축구 선수로써의 장족의 발전을 이룩하였다. 그는 아약스 수비의 핵심이자 동료 벨기에인인 얀 퍼르통언과 훌륭한 조합을 형성하였다. 알데르베이럴트는 2주차에 헤이렌베인전에서도 골을 넣으며 훌륭한 공격력을 선보였다.
2012년 8월 5일, PSV와 아약스간의 요한 크라위프-샬 XVII 경기에서, 토비는 아약스의 골을 44분만에 득점하였는데, 이 골로 클럽은 다시 2-1의 리드를 잡으며 전반전을 끝냈다. 불행하게도, 아약스는 이 경기를 2-4로 패하였고, 토비의 네덜란드 슈퍼컵은 준우승으로 끝났다. 토비는 UEFA 챔피언스리그에 다시 참가하게 되었으며, 32번째 에레디비시 타이틀 획득이자 3연패를 달성하였고, 이 기간 동안 아약스의 주전 센터백으로 3년 연속 활동하였다. 토비는 아약스에서 3골을 추가하였는데, 이 중 2골은 FC 즈볼러와 FC 트벤터전에서 정규 리그에 기록하였고, 나머지 한 골은 2-0으로 승리한 FC 스테아우아 부쿠레슈티와의 UEFA 유로파리그 2012-13 32강 1차전 암스테르담 아레나 홈에서 기록하였다. 맨체스터 시티, 레알 마드리드, 그리고 나중에 준우승을 차지하는 보루시아 도르트문트와 챔피언스리그 조에 추첨된 아약스는 조별 리그를 3위로 마감하며 유로파리그의 32강 토너먼트전으로 이동하게 되었으나, 루마니아에서 열린 32강 2차전에서 승부차기 끝에 2-4로 패하면서 다음 라운드 진출에 실패하였다.
계약이 1년 더 남은 상황에, 토비는 아약스와 재계약 하지 않을 의사를 밝혔고, 오프 시즌 기간 동안 바이어 레버쿠젠, 리버풀, 나폴리, 그리고 노리치 시티가 이 젊은 수비수를 사는데 그를 영입하기를 가장 갈망하였다.

### 아틀레티코 마드리드
2013년 8월 31일, 알데르베이럴트는 £6,160,000 (€7M) 에 아틀레티코 마드리드와 4년 계약을 체결하며 이적하였다. 하지만 적응실패로 주전자리를 찾지 못하고 2014-2015 시즌을 앞두고 사우스햄튼으로 임대이적하였다

### 토트넘 홋스퍼
2015-2016 시즌을 앞두고 토트넘 홋스퍼와 2020년까지 계약하였고 2019년 12월 20일 2023년까지 계약을 연장했다.

### 알두하일
2021년 7월 27일 카타르 알두하일 SC로 이적했다.

## 국가대표팀 경력

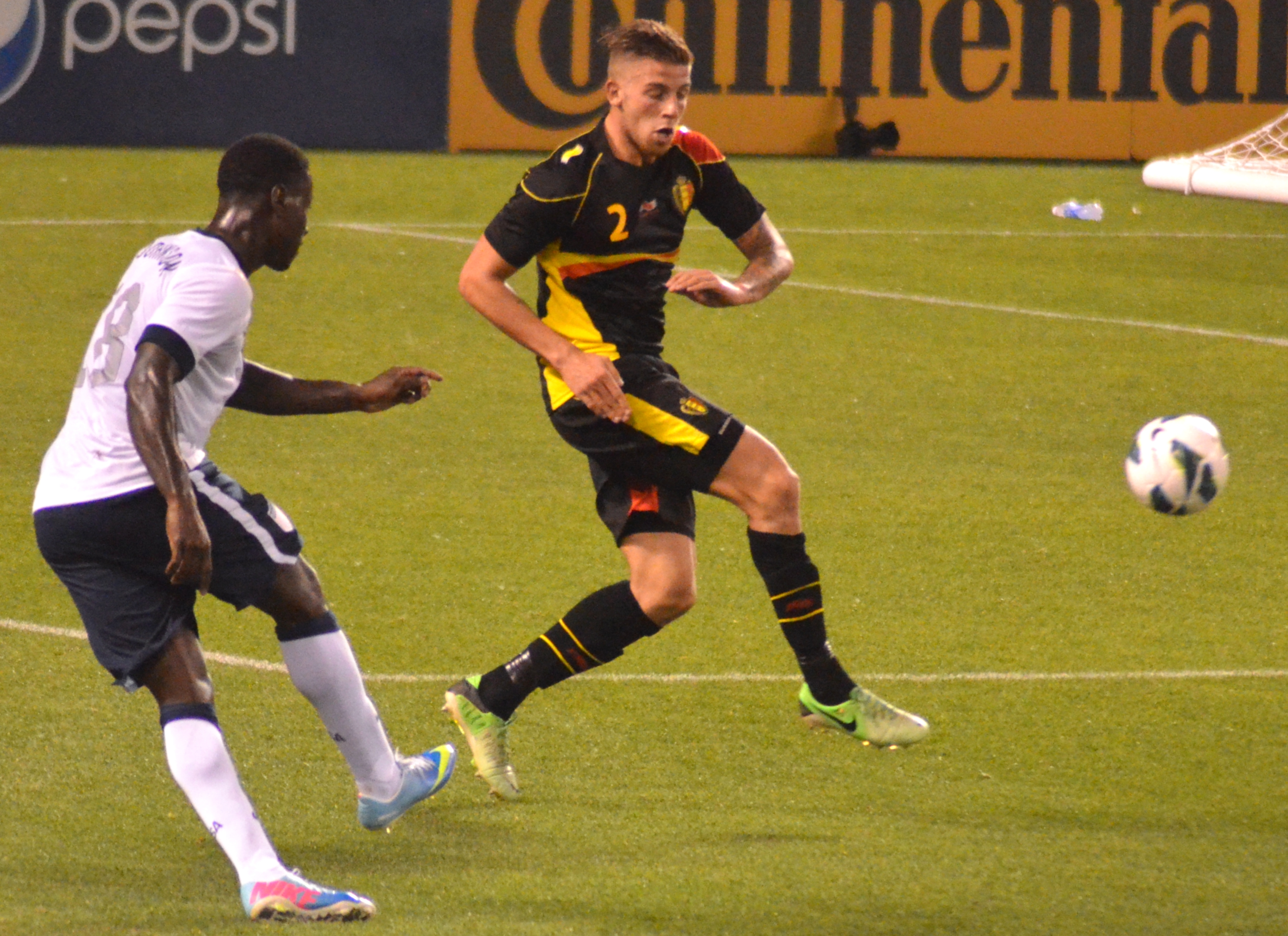
벨기에 국가대표팀에서 활약하는 알데르베이럴트.

2005년 10월, 알데르베이럴트는 벨기에의 U-17 국가대표팀 일원으로 2006년 UEFA U-17 축구 선수권 대회에 참가하였다. 2008-09 시즌의 종료 후, 그는 친선 대회를 앞두고 벨기에 성인 국가대표팀에 차충되어 데뷔하였다. 그러나, 그의 성인 국가대표 첫 풀타임 출장은 그로부터 3달 후인 체코전에서 실현되었다. 그는 2010년 FIFA 월드컵 예선전 명단에 포함되었으나, 주로 비교체 후보 선수였다. 2009년 10월, 그는 0-2로 패한 에스토니아와의 경기에서 다니엘 판 바위턴과 후반전에 교체 투입되었다.
알데르베이럴트는 2009년 11월 13일, 우크라이나와의 2011년 UEFA U-21 축구 선수권 대회의 예선전을 위해 벨기에 U-21 국가대표팀에 차출되었으나, 경기는 0-2로 우크라이나에 완패하며 끝났다. 그는 2010년 9월 7일, 터키와의 UEFA 유로 2012 예선전에서 라이트 백으로 출전하였다.

## 경력 통계
| 클럽 성과 | 클럽 성과           | 클럽 성과  | 리그 | 리그 | 컵           | 컵           | 대륙  | 대륙  | 기타  | 기타  | 합계 | 합계 |
| 시즌      | 클럽                | 리그       | 출장 | 골   | 출장         | 골           | 출장  | 골    | 출장  | 골    | 출장 | 골   |
| 네덜란드  | 네덜란드            | 네덜란드   | 리그 | 리그 | KNVB컵       | KNVB컵       | 유럽1 | 유럽1 | 기타2 | 기타2 | 합계 | 합계 |
| --------- | ------------------- | ---------- | ---- | ---- | ------------ | ------------ | ----- | ----- | ----- | ----- | ---- | ---- |
| 2008–09   | 아약스              | 에레디비시 | 5    | 0    | 0            | 0            | 3     | 0     | 0     | 0     | 8    | 0    |
| 2009–10   | 아약스              | 에레디비시 | 31   | 2    | 6            | 1            | 8     | 0     | 0     | 0     | 45   | 3    |
| 2010–11   | 아약스              | 에레디비시 | 26   | 2    | 4            | 0            | 12    | 3     | 1     | 0     | 43   | 5    |
| 2011–12   | 아약스              | 에레디비시 | 29   | 1    | 3            | 0            | 7     | 1     | 1     | 1     | 40   | 3    |
| 2012–13   | 아약스              | 에레디비시 | 33   | 2    | 3            | 0            | 8     | 1     | 1     | 1     | 45   | 4    |
| 2013–14   | 아약스              | 에레디비시 | 4    | 0    | 0            | 0            | 0     | 0     | 1     | 0     | 5    | 0    |
| 합계      | 네덜란드            | 네덜란드   | 128  | 7    | 16           | 1            | 38    | 5     | 4     | 2     | 186  | 15   |
| 스페인    | 스페인              | 스페인     | 리그 | 리그 | 코파 델 레이 | 코파 델 레이 | 유럽  | 유럽  | 기타3 | 기타3 | 힙계 | 힙계 |
| 2013–14   | 아틀레티코 마드리드 | 라 리가    | 4    | 0    | 4            | 1            | 3     | 0     | 0     | 0     | 11   | 1    |
| 합계      | 스페인              | 스페인     | 4    | 0    | 4            | 1            | 3     | 0     | 0     | 0     | 11   | 1    |
| 경력 합계 | 경력 합계           | 경력 합계  | 132  | 7    | 20           | 2            | 41    | 5     | 4     | 2     | 197  | 16   |

통계는 2014년 1월 23일을 기준으로 되어 있다.
1 UEFA 챔피언스리그와 UEFA 유로파리그 경기 포함.
2 요한 크라위프 샬, 에레디비시 플레이오프 경기 포함.
3 수페르코파 데 에스파냐 경기 포함.

### 국가대표팀 통계
통계는 2013년 11월 19일을 기준으로 되어 있다.
| 벨기에 국가대표팀 | 벨기에 국가대표팀 | 벨기에 국가대표팀 |
| 연도              | 출장              | 골                |
| ----------------- | ----------------- | ----------------- |
| 2009              | 4                 | 0                 |
| 2010              | 6                 | 0                 |
| 2011              | 5                 | 0                 |
| 2012              | 5                 | 0                 |
| 2013              | 11                | 1                 |
| 합계              | 31                | 1                 |

### 국가대표팀 득점 기록
아래의 점수에서 왼쪽의 점수가 벨기에의 점수이다
| #  | 날짜             | 경기장                     | 상대 | 점수 | 결과 | 대회     |
| -- | ---------------- | -------------------------- | ---- | ---- | ---- | -------- |
| 1. | 2013년 11월 19일 | 보두앵 국왕 경기장, 브뤼셀 | 일본 | 2–3  | 2–3  | 친선경기 |

## 기록

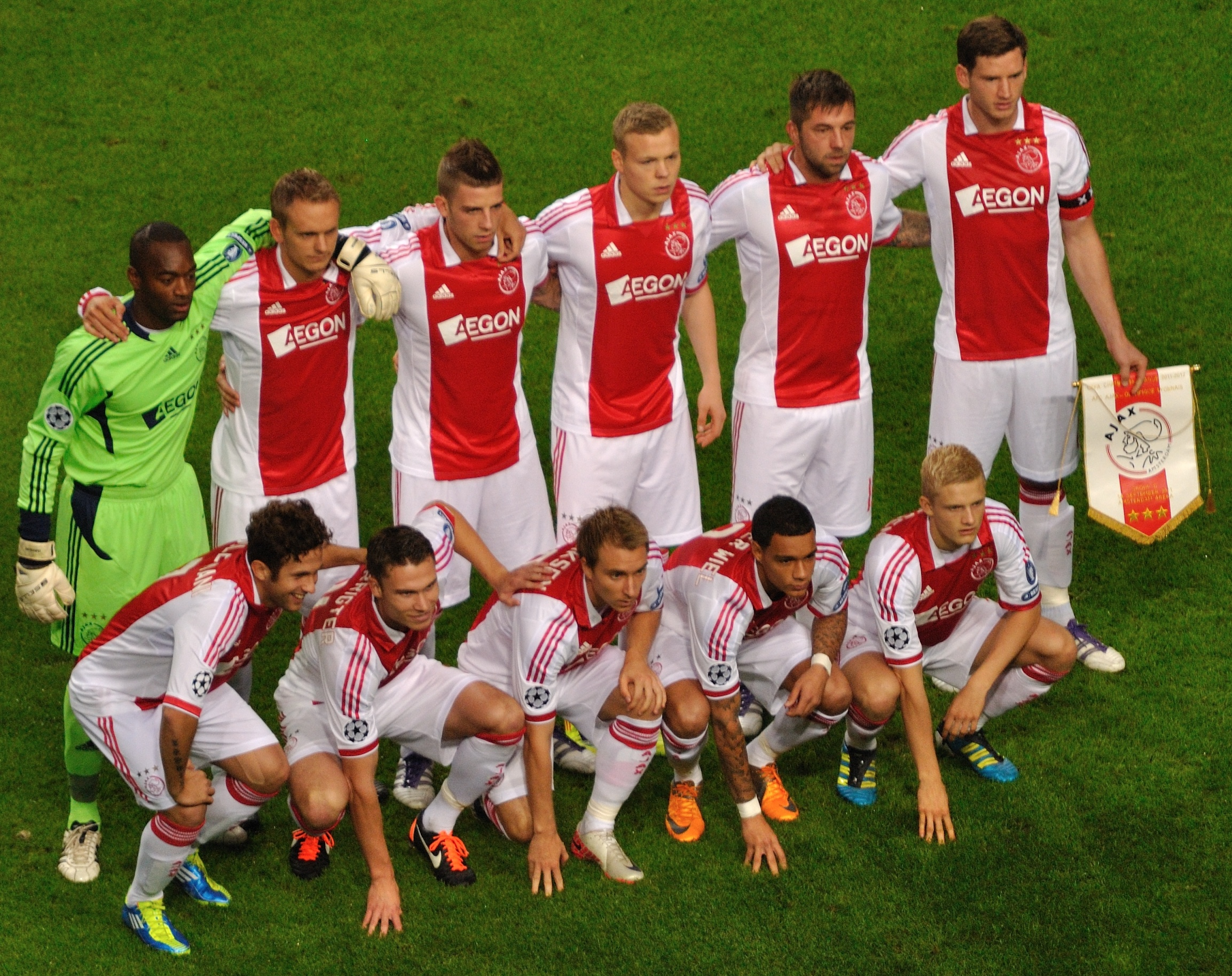
알데르베이럴트 (윗줄, 왼쪽에서 세 번째) 와 아약스 팀 동료

### 대회 기록
AFC 아약스 (2008~2013)
- 에레디비시 (3): 2010–11, 2011–12, 2012–13
- KNVB컵 (1): 2009–10
- 요한 크라위프 샬 (1): 2014

아틀레티코 마드리드 (2013~2015)
- 라리가: 2013-14
- UEFA 챔피언스 리그 준우승 : 2013-14

토트넘 홋스퍼 FC (2015~2021)
- EFL컵 준우승 : 2020-21
- UEFA 챔피언스 리그 준우승 : 2018-19

벨기에 축구 국가대표팀 (2009~ )
- FIFA 월드컵 3위 : 2018

### 개인 수상 기록
- 아약스 올해의 재능 (1): 2010

## 같이 보기
- A매치 100경기 이상 출전한 축구 선수 명단